# 康斯坦丁诺夫环形山
康斯坦丁诺夫环形山（Konstantinov）是位于月球背面北半部一座古老的大撞击坑，约形成于39.2-38.5亿年前的酒海纪，其名称取自俄罗斯火炮、火箭及仪表制造等领域科学家暨发明家康斯坦丁·伊万诺维奇·康斯坦丁诺夫（Konstantin Ivanovich Konstantinov，1817年-1871年），1970年被国际天文学联合会批准接受 。

## 描述

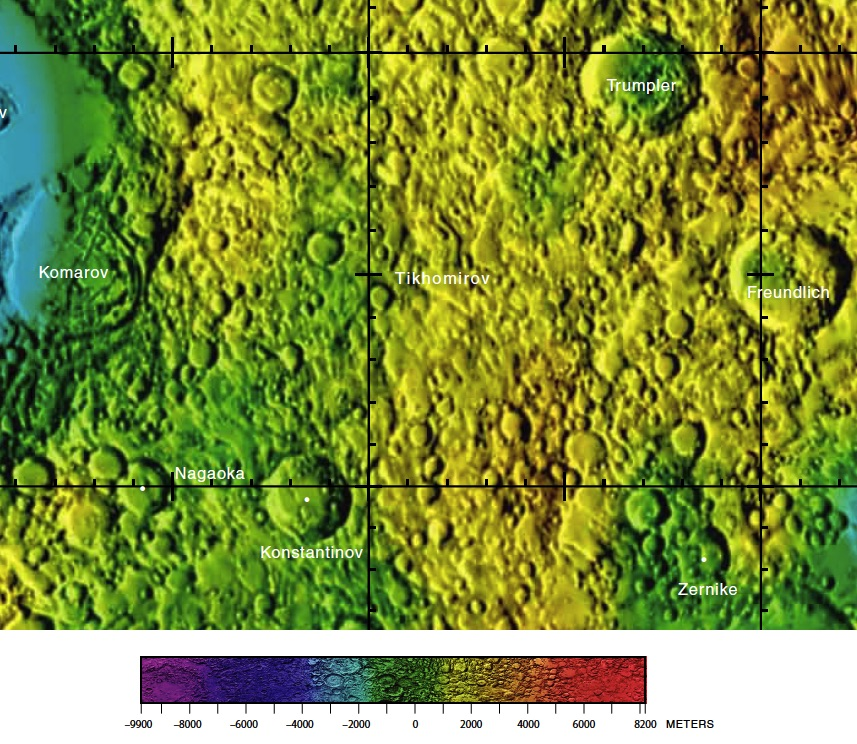
康斯坦丁诺夫环形山的周边，月球背面区域图。

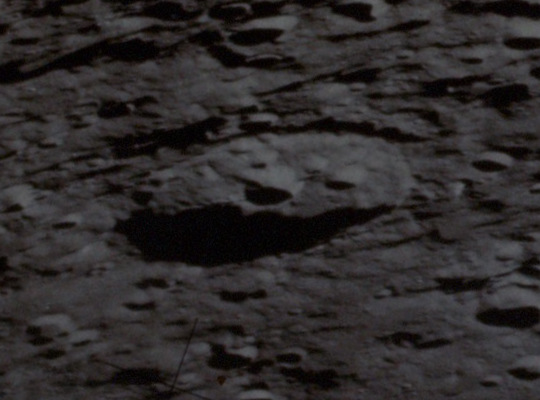
阿波罗13号拍摄的东向斜视图

该陨坑位于莫斯科海东南，西侧靠近长冈陨石坑、东面毗邻泽尔尼克环形山、更大的科马罗夫环形山和季霍米罗夫环形山分别位于它的西北和东北、南面和西南则是较小的范亨特陨石坑及科尔许特环形山。该陨坑中心月面坐标为19°34′N 158°20′E / 19.56°N 158.34°E，直径68.08公里，深度约2.75公里。
康斯坦丁诺夫环形山形成于莫斯科海撞击事件所抛射的喷出物，其外观形状略呈多边形，因存续期悠长而受损严重。陨坑壁已磨损、侵蚀，环边缘覆盖了众多小撞击坑。坑壁平均高出周边地形1260米，内部容积约有3800立方千米。坑底表面相对平坦，靠东部坐落了一群小陨坑，坑底北部分布有一片可能近期撞击所造成的明亮区域。

## 阿波罗飞船拍摄的照片

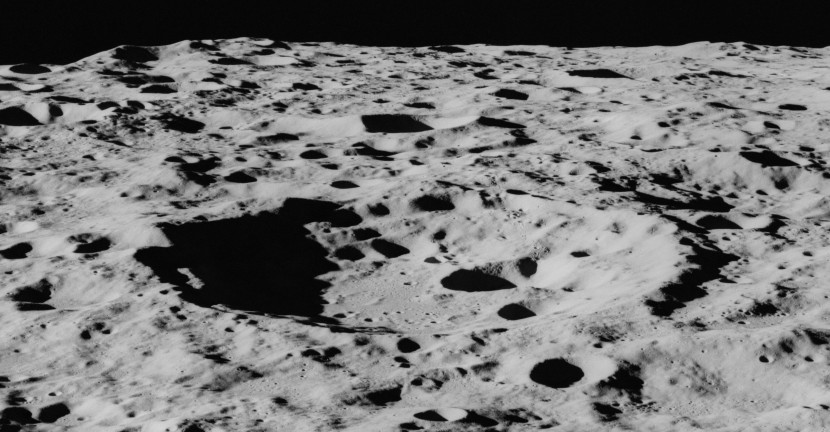
阿波罗16号拍摄的北向斜视图
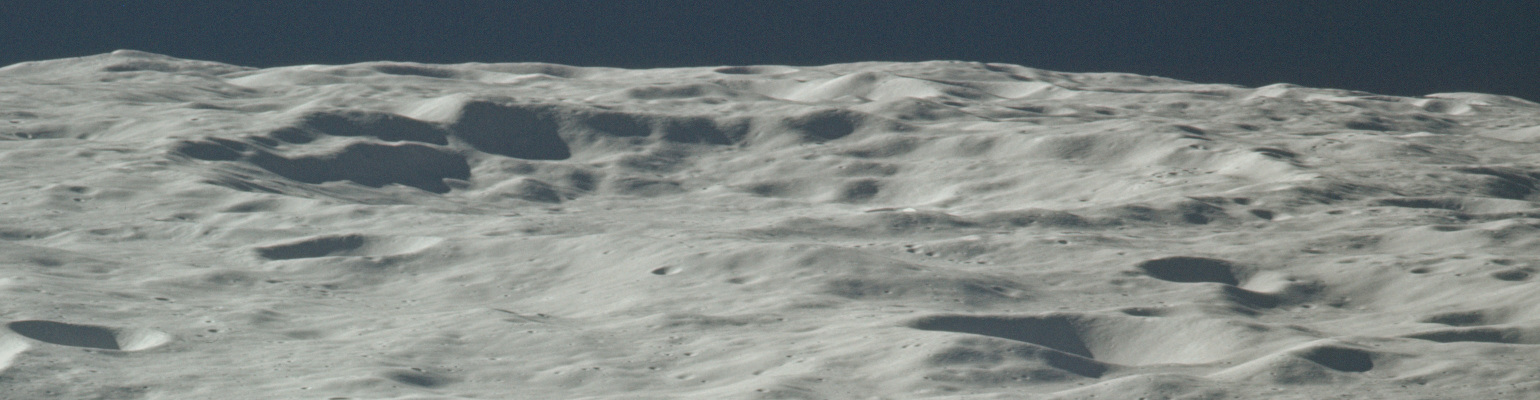
阿波罗16号拍摄的西北向斜视图

## 另请参阅
- Andersson, L. E.; Whitaker, E. A. . NASA RP-1097. 1982.
- Blue, Jennifer. . USGS. July 25, 2007  [2007-08-05]. （原始内容存档于2012-04-08）.
- Bussey, B.; Spudis, P. . New York: Cambridge University Press. 2004. ISBN 978-0-521-81528-4.
- Cocks, Elijah E.; Cocks, Josiah C. . Tudor Publishers. 1995. ISBN 978-0-936389-27-1.
- McDowell, Jonathan. . Jonathan's Space Report. July 15, 2007  [2007-10-24]. （原始内容存档于2012-05-26）.
- Menzel, D. H.; Minnaert, M.; Levin, B.; Dollfus, A.; Bell, B. . Space Science Reviews. 1971, 12 (2): 136–186. Bibcode:1971SSRv...12..136M. doi:10.1007/BF00171763.
- Moore, Patrick. . Sterling Publishing Co. 2001. ISBN 978-0-304-35469-6.
- Price, Fred W. . Cambridge University Press. 1988. ISBN 978-0-521-33500-3.
- Rükl, Antonín. . Kalmbach Books. 1990. ISBN 978-0-913135-17-4.
- Webb, Rev. T. W.  6th revised. Dover. 1962. ISBN 978-0-486-20917-3.
- Whitaker, Ewen A. . Cambridge University Press. 1999. ISBN 978-0-521-62248-6.
- Wlasuk, Peter T. . Springer. 2000. ISBN 978-1-85233-193-1.